# Luis Antonio Belluga y Moncada
Luis Antonio Belluga y Moncada COr (ur. 30 listopada 1662 w Motril, zm. 22 lutego 1743 w Rzymie) – hiszpański kardynał.

## Życiorys
Urodził się 30 listopada 1662 roku w Motril, jako syn Luisa de Bellugi y Moncady i Maríi Francisci del Castillo. W 1686 roku przyjął święcenia kapłańskie i uzyskał doktorat z teologii, a niedługo później wstąpił do zakonu filipinów. 9 lutego 1705 roku został biskupem Kartageny, a 19 kwietnia przyjął sakrę. W czasie wojny o sukcesję hiszpańską wspierał Filipa V. Gdy dowiedział się, że wojska arcyksięcia Karola zbezcześciły kościoły w Alicante, Moncada osobiście wyruszył z milicją obywatelską przeciw wojskom. W latach 1706–1707 był wicekrólem Walencji, a gdy dwa lata później król zerwał stosunki ze Stolicą Piotrową (w wyniku uznania przez papieża Karola VI jako króla okupowanych terenów), biskup pozostał lojalny wobec Filipa, choć jednocześnie bronił praw Kościoła. 29 listopada 1719 roku został kreowany kardynałem prezbiterem i otrzymał kościół tytularny Santa Maria in Traspontina. Trzy lata później zrezygnował z zarządzania diecezją, a w okresie 1728–1729 był kamerlingiem Kolegium Kardynałów. Zmarł 22 lutego 1743 roku w Rzymie.